# Анджей Пшиємський (пом. 1618)
Анджей (Єнджей) Пшиємський гербу Равич (пом. 9 вересня 1618) — державний діяч Речі Посполитої, каштелян ґнєзненський (1603—1616), маршалок надвірний коронний (1616—1618); староста іновроцлавський, бидґоський, крушвіцький, конінський, ліґновський i ковальський.

## Життєпис
Народився у другій половині XVI століття у сім'ї каштеляна льондського Войцеха Пшиємського та Анни Кожбок-Вітковської. Мав рідних 6 братів і сестру, а також, 2 братів і сестру від другого шлюбу матері.
Починаючи з 1577 року навчався в академії в Оломоуці. Був послом на сейм коронаційний 1587/1588 років від Каліського та познанського воєводств. 1589 року брав участь у з'їзді в Ленчиці, де обговорювалися питання оборони південно-східних воєводств. Був послом на сейм пацифікаційний 1589 року від воєводства каліського, делегувався сеймом на підписання Битомсько-Бендзінського трактату. Також, був послом на сейми 1591, 1598 років.
Дядько Анджея, Станіслав Пшиємський 14 червня 1592 року, за згодою короля, передав йому староство ковальське, а 12 липня 1593 року — староство конінське (одне місто і 15 сіл).
1595 року поїхав до Італії, був у Римі та Неаполі, також розпочав навчання в Падуанському університеті, 1598 року повернувся до Польщі.
5 листопада 1600 Анджей Пшиємський став старостою крушвіцьким, отримавши його половину від свого тестя Адама Балінського. 10 серпня 1601 року отримав згоду на викуп цієї частини староства від спадкоємців дружини Балінського Ельжбети Опоровської. 1603 року отримав посаду каштеляна ґнєзненського. Під час рокошу Зебжидовського, як представник Сенату, протягом 9—11 квітня 1606 року безуспішно намагався проводити переговори з повстанцями, що отаборилися поблизу Стенжиці.
У похід на Москву під час польсько-московської війни (1609—1618) Пшиємський виставив власним коштом загін із 22 гусарів, які стали частиною королівського полку, проте сам участі у війні не брав.
На сеймі 1611 року він був призначений одним із уповноважених для переговорів з посланцями бранденбурзького курфюрста Йоганна-Сигізмунда «щоб заспокоїти судноплавство по річці Варті» і 15 травня 1612 року, ймовірно, брав участь у невдалих переговорах з бранденбурзькими комісарами між Сквежиною і Гожувом. 1612 року позичив королю 150 000 злотих на покриття витрат на військові справи.
1615 року був обраний маршалком Трибуналу Головного Коронного в Любліні. 1 червня 1616 року обійняв посаду маршалка надвірного коронного. З 30 червня 1617 року був старостою іновроцлавським, з 20 грудня цього ж року — старостою бидґоським. 1618 року їздив із привітальним посольством до імператора Фердинанда II Габсбурга.
За роки своєї діяльності Анджей Пшиємський зосередив під своїм контролем значні маєтності. Так, якщо на початку своєї кар'єри він розпоряджався 12,5 селами, які переважно отримав від своїх родичів, то наприкінці життя він володів уже 33,5 селами та 2 містами. 1610 року придбав у придбав у Анджея Чарнковського, воєводи каліського, місто Осєчну з маєтком і замком, 1611 року у нього ж придбав місто Мейську Ґурку разом із ключем навколишніх сіл за 128 000 злотих. 1602 року отримав село Скольсько, 1611 року після брата Кшиштофа отримав королівщини Поледно, Рудно та Ліґнови у повітах хелмінському та поморському. Староство конінське передав 1615 року сину Станіславу, староство ковальське того ж року сину Адаму Ольбрахту; 1618 року передав останньому 2 міста та 3 села зі староства крушвіцького, а села Рудно та Ліґнови — Станіславу. Імовірно, Анджей Пшиємський мав добрі стосунки з примасом Лаврентієм Ґембіцьким, адже отримав від нього на 9 років церковне село Одровонж.
Помер Анджей Пшиємський 9 вересня 1618 року.

## Сім'я
Анджей Пшиємський 1589 року одружився з Зофією Балінською, донькою Адама Балінського, каштеляна бидґоського та старости крушвіцького. Мали двох синів:
- Адам Ольбрахт (1590—1644) — обозний коронний (двірський), каштелян ґнєзненський, староста ковальський, крушвіцький;
- Станіслав (пом. 1642)) — воєвода каліський, познанський, іновроцлавський, староста генеральний великопольський, маршалок надвірний коронний, староста крушвіцький, повідзький, конінський.